# Sunflower (álbum)
Sunflower es el decimosexto álbum de estudio de The Beach Boys, lanzado en 1970, es el primero de la década y decimoséptimo de estudio en general. Es el primero editado con Reprise Records tras su ruptura con Capitol Records.
Fue el quinto álbum en cuyos créditos de producción figuraba The Beach Boys. Al igual que desde Friends el álbum recoge composiciones de todos los miembros de la banda, principalmente de los hermanos Wilson, Brian, Carl y Dennis, también Bruce Johnston y Al Jardine también contribuyeron en la escritura. Las sesiones de grabación comenzaron justo cuando The Beach Boys iniciaron un juicio a Capitol durante ese tiempo y luego firmaron con Reprise. La banda presentó diferentes versiones del álbum con otras canciones y otros títulos, antes que quede la versión final de Sunflower.
Según fanáticos y críticos, este álbum es uno de los mejores de la banda, así la Revista Rolling Stone lo colocó en el puesto n.º 380 en su lista de los mejores discos 500 álbumes del siglo XX. Sin embargo, cuando fue editado Sunflower cayó al puesto n.º 151 en los Estados Unidos, estuvo cuatro semanas en venta y fue por mucho tiempo el mayor fracaso comercial, se editaron los sencillos "Add Some Music to Your Day", "Slip On Through", "Tears in the Morning" y "Cool, Cool Water" pero tuvieron el mismo destino. Como otros álbumes de este periodo de la banda, Sunflower tuvo mejor repercusión en el Reino Unido, llegando al puesto n.º 29.

## Contexto
Después de su último álbum, 20/20, Brian Wilson propuso que el grupo cambie su nombre de "The Beach Boys" a "The Beach", por el simple hecho de que los miembros de la banda eran hombres ya adultos. Stephen Desper dijo: "Todos le dijeron 'Oh, vamos, Brian, nosotros no queremos hacer eso. El público ya nos conoce así [como The Beach Boys]'".
A lo largo de 1969, los Beach Boys se dedicaron de lleno en las sesiones para lo que fue por algún tiempo su último álbum con Capitol Records. La tensión entre la banda y el sello discográfico llegó a un punto culmine cuando el 12 de abril, los Beach Boys demandaron a Capitol por regalías no pagadas y derechos de producción valuados en dos millones de dólares (alrededor de $ 12 860 000 hoy en día). El grupo editó dos sencillos más a través de Capitol, "Break Away" en junio de 1969, una nueva canción escrita por Brian y su padre Murry, y "Cotton Fields" en abril de 1970, una nueva grabación de una pista que había sido editada en 20/20 producida por Al Jardine.
En una conferencia de prensa convocada supuestamente para promover "Break Away" a los medios europeos, Wilson dio a entender que: "Debemos dinero a todo el mundo. Y si no conseguimos hacer un disco exitoso pronto estaremos en mayores problemas. Siempre he dicho, 'Sé honesto con sus seguidores'. No veo por qué tengo que mentir y decir que todo es color de rosa cuando no lo es". Estas alarmantes declaraciones finalmente terminaron de frustrar las negociaciones del contrato con Deutsche Grammophon. El contrato con Capitol Records expiró el 30 de junio. En noviembre de 1969, Murry Wilson vendió las canciones de la editorial Sea of Tunes a Irving Almo por aproximadamente 700 000 dólares, decisión que según Marilyn Wilson "terminó por devastar a Brian".
Después de regresar de una gira por Australia y Nueva Zelanda entre abril y mayo de 1970, la banda compilo un nuevo álbum de estudio llamado Reverberation, en donde recopilaron material no usado para terminar su compromiso con Capitol, pero la idea fue desechada y en su lugar el grupo editó Live in London de 1970 para terminar su contrato con su antiguo sello. Capitol tuvo tan poca expectativa en el álbum, que fue solo editado en el Reino Unido donde las ventas del grupo aún eran considerablemente buenas.

## Grabación
En otoño de 1969, The Beach Boys se pusieron a trabajar en su nuevo proyecto, ahora titulado "Add Some Music", con el subtítulo "An Album Offering From The Beach Boys". La banda comenzó a trabajar seriamente en un nuevo álbum. En octubre y noviembre de 1969, los beach boys comenzaron la grabación de las canciones "Walkin'", "Games Two Can Play", "Add Some Music to Your Day", "When Girls Get Together", "Soulful Old Man Sunshine", "Raspberries, Strawberries", "This Whole World" y "Tears in the Morning". También siguieron el trabajo de Dennis, "Slip On Through".
Su reputación se había caído bruscamente en los Estados Unidos desde 1967, pero Mo Ostin (según dice Van Dyke Parks, Ostin los impulso a pesar de las tentativas personales de Brian Wilson en el sabotaje por los ejecutivos de Warner, prometiendo comportarse), decidió firmar contrato en noviembre. La parte del trato debía ser de volver a grabar para Brother Records, al principio fundada durante la época de SMiLE y usado sólo para el álbum Smiley Smile, y los sencillos "Heroes and Villains" y "Gettin' Hungry", con la idea de poder publicar este material, un tanto extraño, sin las trabas que imponía Capitol.

### Rechazo del álbumAdd Some Music
Después del lanzamiento del sencillo "Add Some Music to Your Day" con Reprise que fracasó, Capitol lanzó su último sencillo con The Beach Boys, "Cottonfields". A pesar de que no pudo entrar en las listas estadounidenses, la canción alcanzó el número uno en Australia, Suecia, y Noruega, y alcanzó el número 5 en el Reino Unido. Antes de partir a una gira por Australia y Nueva Zelanda, adjuntaron las canciones para el disco, y lo presentaron a Reprise. El álbum se tituló Add Some Music, y contó con algunos de los temas mencionados anteriormente, más la mayoría de canciones que están en el Sunflower terminado. Add Some Music había sido rechazado por el sello discográfico.

### Sesiones finales
La otra canción que grabaron fue "It's About Time", un rock que brevemente se convirtió en un elemento básico de sus conciertos. Bruce Johnston también volvió a grabar "Tears in the Morning". Después de la grabación de más de 30 canciones diferentes, y pasando por varios títulos para el nuevo álbum, Sunflower finalmente fue editado en agosto de 1970.
"Cool, Cool Water" fue realizada a instancias de Lenny Waronker un ejecutivo de A&R Warner Music. La pieza era descarte de las sesiones de Smiley Smile, se intentó usar para Wild Honey sin incluirla allí. Waronker escuchó la cinta sin terminar, y convenció a Brian Wilson para terminar la canción para Sunflower. Waronker quedó tan impresionado con la sencillez inspirada por la canción, que destacó: "Si alguna vez tengo la oportunidad de producir con Brian, yo le aconsejaría hacer algo que combine la intensidad de "Good Vibrations" con la dulzura no comercial de 'Cool, Cool Water'".

## Material no publicado
Las sesiones de grabación de Sunflower proporcionaron mucho material, parte de este fue puesto en el álbum, las canciones sobrantes se publicaron a través de los años en distintos álbumes de compilación o de estudio.
"Break Away" y "Celebrate The News" fueron publicados en sencillos y reeditados como bonus track en reediciones en CD de Friends y 20/20.
"Loop de Loop" y "Soulful Old Man Sunshine" estuvieron inéditos hasta el lanzamiento del álbum Endless Harmony Soundtrack, de 1998. "San Miguel" fue publicado en el álbum de compilación Ten Years of Harmony de 1981. Después "Cotton Fields" fue un éxito en Europa, fue añadido en Sunflower. En los Estados Unidos, no sería publicado en ningún álbum hasta el lanzamiento de Rarities en 1983. Dennis Wilson publicó "Fallin' In Love", ahora titulado y publicado de nuevo como "Lady", y como el lado B del sencillo europeo "Sound of Free", en diciembre de 1970.
"Games Two Can Play" y "I Just Got My Pay" fueron lanzados en el box set Good Vibrations: Thirty Years of The Beach Boys de 1999. "When Girls Get Together" fue puesto en el álbum Keepin' the Summer Alive. Por otro lado "Raspberries, Strawberries" era un título para "At My Window", editada finalmente en Sunflower.
"Susie Cincinnati" fue publicado como el lado B de "Add Some Music to Your Day", y fue usado otra vez como el lado B del sencillo raro "Child of Winter" de 1974, y finalmente fue publicado en 15 Big Ones de 1976, también fue incluido allí "Back Home". "Take A Load Off Your Feet" fue puesto en el álbum Surf's Up. "Good Time" fue incluido en Love You de 1977, "Walkin'" fue publicado en el recopilatorio 1968 – I Can Hear Music: The 20/20 Sessions editado en 2018, una recopilación de las sesiones del álbum anterior, 20/20 y "Carnival" se publicó para el EP "I'm Going Your Way" en 2019.
Pero en cambio canciones como "What Can The Matter Be?" y "You Never Give Me Your Money" jamás fueron publicadas.

## Versiones rechazadas
Dennis Wilson fue el primer beach boy en regresar al estudio de grabación, y los demás miembros siguieron su ejemplo. Durante este período, The Beach Boys trabajaron en aproximadamente cuatro pistas de estudio. Para finales de 1969, había suficiente material de los Beach Boys como para hacer un álbum de estudio, titulado inicialmente Sun Flower, y lo reunieron en un carrete de cinta de 14 canciones provisional, poco antes consiguieron un contrato de grabación con Reprise. El listado del carrete es el siguiente:
| Sun Flower |                              |          |  |
| N.º        | Título                       | Duración |  |
| 1.         | «Slip On Through»            |          |  |
| 2.         | «Walkin'»                    |          |  |
| 3.         | «Forever»                    |          |  |
| 4.         | «Games Two Can Play»         |          |  |
| 5.         | «Add Some Music to Your Day» |          |  |
| 6.         | «When Girls Get Together»    |          |  |
| 7.         | «Our Sweet Love»             |          |  |
| 8.         | «Tears in the Morning»       |          |  |
| 9.         | «Back Home»                  |          |  |
| 10.        | «Fallin' in Love»            |          |  |
| 11.        | «I Just Got My Pay»          |          |  |
| 12.        | «Carnival»                   |          |  |
| 13.        | «Susie Cincinnati»           |          |  |
| 14.        | «Good Time»                  |          |  |

Entonces el proyecto pasó a llamarse Add Some Music con el subtítulo An Album Offering From The Beach Boys mientras terminaban diversas canciones como "This Whole World", "Tears in the Morning" y "Add Some Music to Your Day". Además, grabaron "Our Sweet Love" y varias pistas a partir de descartes. A principios de 1970 antes de partir a una gira por Australia y Nueva Zelanda, compilaron Add Some Music y lo presentaron ante Reprise, el sello rechazó el álbum. El listado de las canciones era el siguiente:
| Add Some Music, side one |                                   |          |  |
| N.º                      | Título                            | Duración |  |
| 1.                       | «Susie Cincinnati»                |          |  |
| 2.                       | «Good Time»                       |          |  |
| 3.                       | «Our Sweet Love»                  |          |  |
| 4.                       | «Tears in the Morning»            |          |  |
| 5.                       | «When Girls Get Together»         |          |  |
| 6.                       | «Slip On Through»                 |          |  |
| 7.                       | «Add Some Music to Your Day»      |          |  |
| 8.                       | «Take a Load Off Your Feet, Pete» |          |  |
| 9.                       | «This Whole World»                |          |  |
| 10.                      | «I Just Got My Pay»               |          |  |
| 11.                      | «At My Window»                    |          |  |
| 12.                      | «Fallin' in Love»                 |          |  |

El grupo presentó un álbum a Capitol para terminar de cumplir con su contrato, algunas pistas más tarde se incluyeron en Sunflower. Se barajaron como posibles títulos Reverberation y The Fading Rock Group Revival. Se armó una cinta máster el 19 de junio de 1970, pero este álbum nunca fue editado. Se desconoce si Capitol rechazó el álbum o si The Beach Boys nunca lo presentó, y en su lugar eligieron ofrecer Live in London. En los años siguientes varias de estas pistas serían editadas en álbumes, muchas fueron regrabadas.
| "Last Capitol Album" (Reverberation) |                                        |          |  |
| N.º                                  | Título                                 | Duración |  |
| 1.                                   | «Cotton Fields» (single version)       |          |  |
| 2.                                   | «Loop de Loop»                         |          |  |
| 3.                                   | «All I Wanna Do»                       |          |  |
| 4.                                   | «Got to Know the Woman» (mono mix)     |          |  |
| 5.                                   | «When Girls Get Together» (track only) |          |  |
| 6.                                   | «Break Away»                           |          |  |
| 7.                                   | «San Miguel»                           |          |  |
| 8.                                   | «Celebrate the News»                   |          |  |
| 9.                                   | «Deirdre»                              |          |  |
| 10.                                  | «The Lord's Prayer» (stereo remix)     |          |  |
| 11.                                  | «Forever»                              |          |  |

## Arte de portada
La imagen de la banda en la portada del álbum, con los seis miembros del grupo, fue tomada en el campo de golf del rancho, propiedad de la familia Dean Martin (llamado The Hidden Valley Ranch) cerca de Thousand Oaks, en el condado de Ventura, California. El hijo de Dean Ricci Martin, un amigo de la banda, tomó la fotografía. En la toma aparecen Wendy hija de Brian, Matthew primer hijo de Alan, los niños de Mike Hayleigh y Christian y Jonah hijo de Carl. Ya adultos Matthew Jardine y Christian Love tocaron para The Beach Boys.
En la versión de vinilo original aparece una serie de fotografías tomadas por el diseñador y fotógrafo Ed Thrasher.

## Recepción
Después de grabar más de treinta canciones diferentes, y pasando por diversas títulos de álbumes, Sunflower fue finalmente editado en agosto de 1970. El álbum recibió considerables elogios de la crítica tras su lanzamiento, tanto en los Estados Unidos como en el Reino Unido, un escritor británico lo declaró como el álbum análogo al Sgt. Pepper de The Beatles. Sin embargo Sunflower cayó al puesto 151 y duró solo cuatro semanas en las listas, convirtiéndose en el mayor fracaso comercial de The Beach Boys hasta ese momento. Sobre su mala recepción comercial José Balsa dice "En la tapa de Sunflower la banda aparece en un prado jugando con cinco de sus pequeños hijos. Eso era el disco tranquilidad, problemas personales, dulzura... simplicidad, demasiado sereno para 1970", mientras que John Mildward fue más allá: "era una obra en Tecnicolor. Sin pretensiones, simplemente hermosa" que fracasó comercialmente porque era "como llevar chaquetas de piel de cocodrilo en la época de las camisetas de algodón".
El álbum fue precedido por los sencillos "Add Some Music to Your Day"/"Susie Cincinnati" y "Slip On Through"/"This Whole World". Reprise estaba tan entusiasmado con "Add Some Music to Your Day" que convencieron a los minoristas para fabricar más copias de las que tuvieron que hacer habitualmente por otro sencillo de Reprise, pero los disc jockeys se negaron reproducirla para las radios. "Add Some Music to Your Day" alcanzó el puesto número 64 estando en las listas por cinco semanas, mientras que "Slip On Through" no llegó a ningún puesto.
A pesar de no tener el éxito comercial se esperaba en los Estados Unidos,  Sunflower  recibió una considerable aclamación crítica después de su lanzamiento y en los años subsiguientes. Pitchfork Media ha dicho que el álbum era "quizás el mejor álbum que lanzó post-Pet Sounds". La revisión de la revista  Rolling Stone le dio al álbum cuatro estrellas, diciendo que es uno de los mejores discos de los Beach Boys. El crítico musical Robert Christgau le dio una A-.
Paste, escribió que el álbum: "era, en muchos aspectos, su Abbey Road -una exótica producción que marcó el fin de la década de 1960, la década que les dio impulso creativo. Sunflower fue, de hecho, producido en gran parte por el menor de los hermanos Wilson, Carl. Dennis Wilson aportó cuatro nuevas composiciones estelares. Brian Wilson escribió una serie de pistas nuevas para el trabajo, muchas de las cuales encarnan la estética 'Bedroom' en su aspecto más puro- dulces melodías hechas para letras íntimas y tierna voz de falsete".

## Interpretaciones en vivo
Ocho de las doce canciones del álbum han sido interpretadas en vivo por The Beach Boys. Sin embargo, ninguna se ha tocado con frecuencia. Las canciones del álbum que se han tocado en directo incluyen "This Whole World" (por primera vez en 1988), "Forever", "All I Wanna Do" (por primera vez en 2015),"Cool, Cool Water" y "Add Some Music to Your Day". Mientras que "Slip On Through", "It's About Time" y "Tears in the Morning" se interpretaron inicialmente con motivo de la promoción del álbum, pero no se volvieron a tocar en vivo con frecuencia.

## Lista de canciones
| N.º | Título                                                                    | Vocalista principal                                                              | Duración |  |
| 1.  | «Slip On Through» (Dennis Wilson)                                         | Dennis Wilson                                                                    | 2:17     |  |
| 2.  | «This Whole World» (Brian Wilson)                                         | Brian Wilson y Carl Wilson                                                       | 2:00     |  |
| 3.  | «Add Some Music to Your Day» (Brian Wilson, Joe Knott y Mike Love)        | Mike Love, Bruce Johnston, Carl Wilson, Dennis Wilson, Brian Wilson y Al Jardine | 3:34     |  |
| 4.  | «Got to Know the Woman» (Dennis Wilson)                                   | Dennis WIlson                                                                    | 2:41     |  |
| 5.  | «Deirdre» (Bruce Johnston y Brian Wilson)                                 | Bruce Johnston                                                                   | 3:37     |  |
| 6.  | «It's About Time» (Dennis Wilson, Carl Wilson, Bob Burchman y Al Jardine) | Carl Wilson y Mike Love                                                          | 4:07     |  |
| 7.  | «Tears in the Morning» (Bruce Johnston)                                   | Bruce Johnston                                                                   |          |  |
| 8.  | «All I Wanna Do» (Brian Wilson y Mike Love)                               | Mike Love y Bruce Johnston                                                       | 2:34     |  |
| 9.  | «Forever» (Dennis Wilson y Gregg Jakobson)                                | Dennis Wilson                                                                    | 2:40     |  |
| 10. | «Our Sweet Love» (Brian Wilson, Carl Wilson y Al Jardine)                 | Carl Wilson                                                                      | 2:38     |  |
| 11. | «At My Window» (Brian Wilson y Al Jardine)                                | Bruce Johnston y algunas secuencias habladas en francés por Brian Wilson         | 2:30     |  |
| 12. | «Cool, Cool Water» (Brian Wilson y Mike Love)                             | Brian Wilson y Mike Love                                                         | 5:03     |  |

## Reediciones
En 1990 Sunflower al igual que la mayoría de álbumes de The Beach Boys fue reeditado en CD. En 2000 Capitol adjuntó a Sunflower con Surf's Up en CD. En 2009 Capitol Records reedito Sunflower en vinilo, y lo catalogó como 981741.
Sunflower fue editado con "Cottonfields" como canción de apertura, mientras que "Got to Know the Woman" y "Deirdre" fueron colocadas en orden inverso en el lado A. El resto de las pistas no fueron cambiadas. Esta edición ha sido reemplazado con el Sunflower estadounidense, editándose en gran parte del mundo con esta nueva alineación. En Argentina el álbum fue editado en 1971 por EMI Odeón y titulado Ingredients catalogado 36/6013.